# Фундора, Иван
Иван Фундора (исп. Ivan Fundora Zaldivar, род. 14 апреля 1976, Гавана) — кубинский борец вольного стиля, многократный победитель Панамериканских чемпионатов, чемпион Панамериканских игр, призёр чемпионата мира, бронзовый призёр летних Олимпийских игр 2004 года в Афинах, участник двух Олимпиад.

## Карьера
Выступал в средней весовой категории (до 74 кг). В 2003—2010 годах восемь раз подряд становился победителем Панамериканских чемпионатов по борьбе. В 2007 году в Рио-де-Жанейро Фундора стал победителем Панамериканских игр. В том же году он завоевал бронзу чемпионата мира в Баку.
На Олимпиаде 2004 года в Атланте Фундора победил индуса Санджита Маана, японца Кунихико Обата, чемпиона предыдущих Олимпийских игр в Сиднее канадца Даниэля Игали, но уступил представителю Казахстана Геннадию Лалиеву. В утешительной схватке с поляком Кристианом Брозовским кубинец сумел завоевать олимпийскую бронзу.
На следующей Олимпиаде в Пекине Фундора победил австралийца Али Абдо, американца Бена Аскрена, но уступил будущему чемпиону этой Олимпиады россиянину Бувайсару Сайтиеву. В утешительной серии кубинец победил южнокорейца Чо Бюнг Хвана, но в схватке за бронзу проиграл болгарину Кирилу Терзиеву и занял пятое место.